# Шеляково (Псковська область)
Шеляково (рос. Шеляково) — присілок в Невельському районі Псковської області Російської Федерації.
Населення становить 46 осіб. Входить до складу муніципального утворення Артьомовська волость.

## Історія
Від 2015 року входить до складу муніципального утворення Артьомовська волость.

## Населення
| 2001 | 2002 | 2010 |
| ---- | ---- | ---- |
| 72   | ↘60  | ↘46  |